# Новая Стройка (Орловская область)
Но́вая Стро́йка — посёлок в Малоархангельском районе Орловской области России. Административный центр Подгородненского сельского поселения.

## География
Посёлок находится на расстоянии 4,5 км к западу от города Малоархангельск, административного центра района, и 68 км к юго-востоку от города Орёл, административного центра области.

### Часовой пояс
Посёлок Новая Стройка, как и вся Орловская область, находится в часовой зоне МСК (московское время). Смещение применяемого времени относительно UTC составляет +3:00.

## Население
| 2002 | 2010 |
| ---- | ---- |
| 284  | ↘255 |

### Национальный состав
Согласно результатам переписи 2002 года, в национальной структуре населения русские составляли 97 % из 284 чел.